# Mr. Simpatia Live
Mr. Simpatia Live è un album video del rapper italiano Fabri Fibra, pubblicato nel 2005 dalla The Saifam Group.

## Descrizione
Contiene il concerto tenuto dal rapper al Freemusik di Brescia, tappa della tournée promozionale del secondo album Mr. Simpatia. Il filmato è stato incluso anche nella Gold Edition dell'album uscita in quell'anno.

## Tracce
Testi di Fabrizio Tarducci, musiche di Francesco Tarducci, eccetto dove indicato.
1. Intro – 2:20
2. Bonus Track – 3:34
3. La mia vita – 4:54
4. L'uomo nel mirino – 3:23
5. Non crollo – 4:00
6. Io non ti invidio – 3:22 (musica: Davide Bassi)
7. Venerdì diciassette – 3:38
8. Non fare la puttana – 3:21
9. Rap in vena – 3:34
10. Faccio sul serio – 3:03